# Haley Ramm
Haley Michelle Ramm (Collin megye, 1992. március 26. –) amerikai színésznő. 
Legismertebb alakítása Violet Simmons a Könnyű, mint a pehely című sorozatban. A Chasing Life című sorozatban is szerepelt.

## Fiatalkora
Collin megyében született. 3 éves korában kezdett el táncolni a helyi stúdiókban. Kilencévesen már szerepeket kapott indie és rövidfilmekben. Országszerte szerepelt a Hasbro és a Dell Computers reklámjaiban. 2002-ben szerepelt az American Girl májusi és júniusi számában. 11 évesen költözött Los Angelesbe édesanyjával; apja és bátyja az első években Texasban maradtak.

## Pályafutása
Miután Los Angelesbe költözött, vendégszerepeket kapott a CSI: A helyszínelők és a Igen, drágám! című sorozatokban. 2005-ben megkapta Brittany Loud szerepét a Légcsavar című filmben. Még ebben az évben szerepelt a Enyém, tiéd, miénk című filmben.
2006-ban az X-Men: Az ellenállás vége című filmben a fiatal Jean Grey szerepében tűnt fel. 2007-ben Gwen Tennyson szerepében tűnt fel a Ben 10: Harcban az idővel című tévéfilmben.
2007 és 2008 között mellékszereplő volt a Nyomtalanul című sorozatban, majd 2009-ben az iCarly egyik epizódjában is feltűnt. 2010-ben a Rubber című francia horrorfilmben tűnt fel. 2012-ben szerepet kapott a Lekapcsolódás című filmben.
2013-ban főszerepet kapott az ABC Family Chasing Life című drámájában. 2015-ben megkapta Ariane boszorkány szerepét, aki a The Originals – A sötétség kora két epizódjában tűnt fel.

## Filmográfia

### Filmek
| Év   | Magyar cím                                | Eredeti cím                         | Szerep                     | Magyar hang     |
| ---- | ----------------------------------------- | ----------------------------------- | -------------------------- | --------------- |
| 2002 | Nagy franc a kis francia                  | Slap Her... She's French            | Starla Grady               |                 |
| 2004 |                                           | Seventy-8                           | April Rowlands             |                 |
| 2005 | Légcsavar                                 | Flightplan                          | Brittany Loud              | Tamási Nikolett |
| 2005 | Enyém, tiéd, miénk                        | Yours, Mine & Ours                  | Kelly Beardsley            | Molnár Ilona    |
| 2006 | X-Men: Az ellenállás vége                 | X-Men: The Last Stand               | Jean Grey                  | Talmács Márta   |
| 2007 | Emelt fővel: Visszavágó                   | Walking Tall: The Payback           | Samantha Jensen            |                 |
| 2007 | Út a vadonba                              | Into the Wild                       | Carine McCandless fiatalon |                 |
| 2007 | Emelt fővel: Magányos igazságszolgáltatás | Walking Tall: Lone Justice          | Samantha Jensen            |                 |
| 2007 |                                           | Mr. Blue Sky                        | Jessica Green              |                 |
| 2009 | Külvárosi kamaszok                        | Just Peck                           | Michelle                   |                 |
| 2010 |                                           | Skateland                           | Mary Wheeler               |                 |
| 2010 |                                           | Rubber                              | Fiona fiatalon             |                 |
| 2010 |                                           | Almost Kings                        | Kallea                     |                 |
| 2011 | Veszett világ                             | Red State                           | Maggie                     |                 |
| 2012 | Lekapcsolódás                             | Disconnect                          | Abby Boyd                  | Csifó Dorina    |
| 2013 |                                           | Complicity                          | Lacy                       |                 |
| 2014 | Angyalok a porondon 2.: Dakota nyara      | Cowgirls 'n Angels: Dakota's Summer | Dakota Rose                | Pekár Adrienn   |
| 2015 |                                           | ImagiGARY                           | Sarah                      |                 |
| 2015 |                                           | Victor                              | Sherry                     |                 |
| 2018 |                                           | Seven in Heaven                     | June                       |                 |
| 2018 |                                           | Pimp                                | Nikki                      |                 |
| 2018 |                                           | Banna Split                         | Sally                      |                 |
| 2021 |                                           | Mark, Mary & Some Other People      | Alexandra                  |                 |

### Televíziós szerepek
| Év        | Magyar cím                      | Eredeti cím                    | Szerep                   | Megjegyzések                           |
| --------- | ------------------------------- | ------------------------------ | ------------------------ | -------------------------------------- |
| 2004      | CSI: A helyszínelők             | CSI: Crime Scene Investigation | Emily                    | 1 epizód                               |
| 2004      | Igen, drágám!                   | Yes, Dear                      | Georgia                  | 1 epizód                               |
| 2005      | Kandúrbanda                     | Catscratch                     | Caitlin (hangja)         | 2 epizód                               |
| 2005–2006 | CSI: Miami helyszínelők         | CSI: Miami                     | Jennifer Wilson fiatalon | 2 epizód                               |
| 2006      | A Grace klinika                 | Grey's Anatomy                 | Shannon                  | 1 epizód                               |
| 2007      | Vészhelyzet                     | ER                             | Tasha                    | 1 epizód                               |
| 2007      | Ben 10: Harcban az idővel       | Ben 10: Race Against Time      | Gwen Tennyson            | tévéfilm                               |
| 2007–2008 | Nyomtalanul                     | Without a Trace                | Jen Long                 | mellékszereplő                         |
| 2008      |                                 | Eleventh Hour                  | Emily Stanner            | 1 epizód                               |
| 2010      |                                 | The New 20's                   | Kayla                    | 1 epizód                               |
| 2010      | Az egység                       | The Unit                       | Amber                    | 1 epizód                               |
| 2010      | iCarly                          | iCarly                         | Missy Robinson           | 1 epizód magyar hangja Csuha Borbála   |
| 2010      |                                 | Hawthorne                      | Devon                    | 1 epizód                               |
| 2010      |                                 | Three Rivers                   | Megan O'Leary            | 1 epizód                               |
| 2010      |                                 | The Odds                       | Molly Cooper             | tévéfilm                               |
| 2010      | A hallgatás köteléke            | Bond of Silence                | Jordan                   | tévéfilm                               |
| 2010      | Hazudj, ha tudsz!               | Lie to Me                      | Amy                      | 1 epizód                               |
| 2010      | NCIS: Los Angeles               | NCIS: Los Angeles              | Amanda                   | 1 epizód                               |
| 2011      |                                 | Worst. Prom. Ever.             | Heather Spencer          | tévéfilm                               |
| 2011      |                                 | The Protector                  | Madison                  | 1 epizód                               |
| 2012      | A mentalista                    | The Mentalist                  | Liesl Braddock           | 1 epizód                               |
| 2013      | Nikita                          | Nikita                         | Helen Collins            | 1 epizód                               |
| 2014–2015 |                                 | Chasing Life                   | Brenna Carver            | főszereplő                             |
| 2016      | The Originals – A sötétség kora | The Originals                  | Ariane                   | 2 epizód                               |
| 2016      |                                 | Mistresses                     | Stacey North             | 2 epizód                               |
| 2016      |                                 | Good Girls Revolt              | Marybeth                 | 1 epizód                               |
| 2016      |                                 | Notorious                      | Maya Hartman             | 2 epizód                               |
| 2018–2019 | Könnyű, mint a pehely           | Light as a Feather             | Violet Simmons           | főszereplő magyar hangja Hermann Lilla |
| 2019      | Doktor Murphy                   | The Good Doctor                | Tara                     | 1 epizód                               |